# میما یاشووتس
 میما یاشووتس (انگلیسی: Mima Jaušovec؛ زاده ۲۰ ژوئیهٔ ۱۹۵۶) تنیس‌باز اهل یوگسلاوی بود. 